# Laephotis wintoni
Laephotis wintoni é uma espécie de morcego da família Vespertilionidae. Pode ser encontrada na Etiópia, Quénia, Lesoto, África do Sul e Tanzânia.